# Askome kyrka
Askome kyrka är en kyrkobyggnad belägen i Askome, Falkenbergs kommun. Sedan 2006 tillhör kyrkan Vessige församling (tidigare Askome församling) i Göteborgs stift. 

## Historia
Tidigare fanns på platsen en äldre träkyrka från 1500-talet. Den hade i sin tur ersatt en stavkyrka från 1000-talet, vilken förstördes av en brand 1530.

## Kyrkobyggnaden
Nuvarande kyrka i vitputsad gråsten byggdes 1779-1780 efter ritningar av Johan Friedrich Röhr, vilka bearbetats av Överintendentsämbetet. Den uppfördes på initiativ av den dåvarande kyrkohereden Johan Kristoffer Kjerrulf och invigdes den första advent samma år. 
Byggnaden har ett rektangulärt långhus med ett tresidigt avslutat korparti i öster. Stentornet i väster uppfördes 1804 under ledning av Christian Månsson och ersatte klockstapeln av trä. Det har en karnissvängd huv med lanternin. Sakristia saknas. Långhuset har brutet sadeltak som är valmat över koret. 
Interiört har kyrkan bruten takstol med trävalv och inredningen och inventarierna har 1700-talsprägel. Vid 1981 års restaurering målade man om byggnaden utvändigt, byggde ny trappa i vapenhuset och rev ett vindfång vid södra ingången. 

## Dekorationsmålningar
Tak och läktarbröstningen med de visa och fåvitska jungfrurna målades 1789 av Johan Christoffer Weisstern. Målningarna täcktes över, troligen på 1800-talet, men togs åter fram 1921. Längs sidorna är taket dekorerat med änglahuvuden och över altaret finns Guds namn på hebreiska omgivet av en strålande triangel. Mittaket saknar figurmåleri.

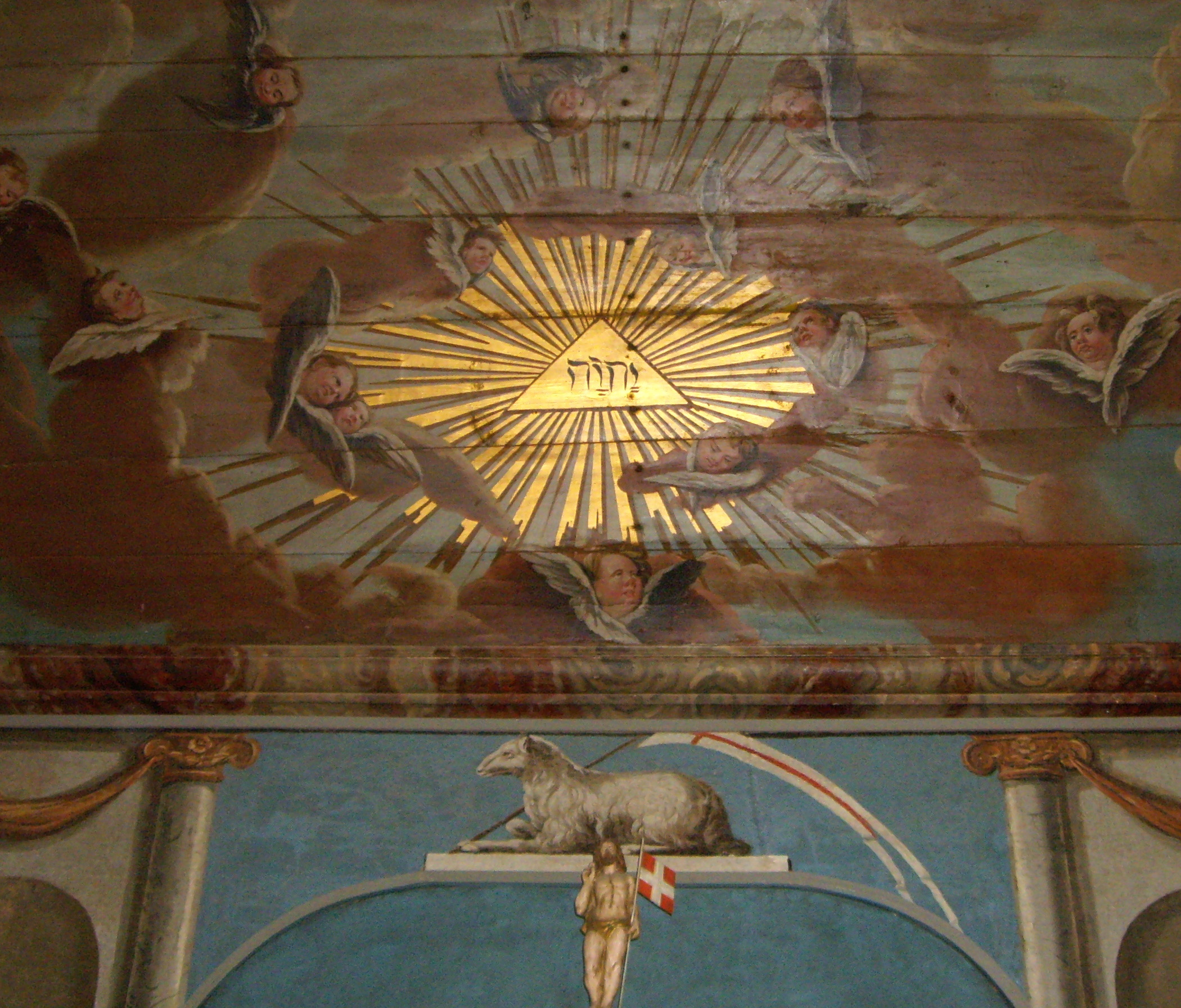
Del av takmålningen.

## Inventarier
- Predikstolen är från början av 1600-talet och är troligen ett tyskt eller holländskt arbete, vilket inköptes i Halmstad, troligen vid en försäljning av slottskyrkans inventarier och sattes in 1780.
- Altaruppsatsen är från 1600-talet är tillverkad i Danmark. Den var undanställd i nästan 200 år. men sattes åter samman, renoverades och sattes upp i kyrkan 1963.
- Den sexkantiga dopfunten av trä är troligen gjord av Tuve Falk i Hasslöv (1703-1789).
- Ölsboklocka tillverkad av Johannes Andersson i Mjöbäck
- Från kyrkans äldsta tid finns en nattvardskalk från 1300-talet (omgjord på 1700-talet), en ljuskrona i trä och en ljusstake i brons från 1100-talet. Den senare förvaras på Statens historiska museum.
- De två klockorna i tornet är båda gjutna 1830 och har inskription.
- På korväggens södra yttersida finns en vertikal stång som sedan byggnadsåret har fungerat som solur.

### Orgel
Orgelverket byggdes 1921 av A. Magnusson Orgelbyggeri AB. Det dispositionsförändrades 1961 av Tostareds Kyrkorgelfabrik. Fasaden härstammar från kyrkans första orgel, byggd 1842 av Johan Nikolaus Söderling. Instrumentet har sju stämmor fördelade på manual och pedal.